# Застава Алберте
Застава Алберте је службена застава која представља канадску провинцију Алберту. Дизајн и облик заставе усвојила је влада Алберте на седници од 1. јуна 1968. године.
Застава је у пропорцијама 1:2. У њеном централном делу налази се основна верзија грба Алберте који чини 7/11 висине заставе. Грб се налази на позадини краљевске ултрамарин плаве боје. 
Боје провинције, усвојене 1984. су плава и златна, а те две боје (њихове нијансе познате као Алберта плава и Алберта златна) се појављују и на грбу и на застави.